# Bascovele
Bascovele – wieś w Rumunii, w okręgu Ardżesz, w gminie Cotmeana. W 2011 roku liczyła 104 mieszkańców.